# Championnats d'Afrique d'escrime 2004
Navigation
Dakar 2003 Casablanca 2006
Les championnats d'Afrique d'escrime 2004, 6e édition des championnats d'Afrique d'escrime, ont lieu du 24 au 29 avril 2004 à Tunis, en Tunisie.

## Médaillés
| Épreuves           | Or                           | Argent               | Bronze                          |
| ------------------ | ---------------------------- | -------------------- | ------------------------------- |
| Épée               |                              |                      |                                 |
| Hommes individuel  | Mohanad Saif El Din Sabry    | Ibrahim Abd El Rahim | Yasser Mahmoud Tamer Tahoon     |
| Hommes par équipes | Égypte                       | Tunisie              | Maroc                           |
| Femmes individuel  | Meriem Hayouni               | Hajer Hayouni        | Rachael Barlow Zahra Gamir      |
| Femmes par équipes | Tunisie                      | Algérie              | Égypte                          |
| Fleuret            |                              |                      |                                 |
| Hommes individuel  | Tamer Mohamed Tahoon         | Maher Ben Aziza      | Mostafa Nagaty Mohamed Samandi  |
| Hommes par équipes | Égypte                       | Algérie              | Tunisie                         |
| Femmes individuel  | Wassila Rédouane-Saïd-Guerni | Shaima El Gammal     | Inès Boubakri Radwa Nagaty      |
| Femmes par équipes | Égypte                       | Tunisie              | Algérie                         |
| Sabre              |                              |                      |                                 |
| Hommes individuel  | Mohamed Rebaï                | Hichem Samandi       | Medhat El Bakry Zied Mahjoub    |
| Hommes par équipes | Égypte                       | Tunisie              | Algérie                         |
| Femmes individuel  | Sara Yahia                   | Chaima Fathalli      | Adja Yacine Sarr Ouassila Yemmi |
| Femmes par équipes | Tunisie                      | Égypte               | Sénégal                         |

## Tableau des médailles
| Rang  | Nation         | Or | Argent | Bronze | Total |
| ----- | -------------- | -- | ------ | ------ | ----- |
| 1     | Égypte         | 7  | 3      | 6      | 16    |
| 2     | Tunisie        | 4  | 7      | 4      | 15    |
| 3     | Algérie        | 1  | 2      | 4      | 7     |
| 4     | Sénégal        | 0  | 0      | 2      | 2     |
| 5     | Afrique du Sud | 0  | 0      | 1      | 1     |
| 5     | Maroc          | 0  | 0      | 1      | 1     |
| Total | Total          | 12 | 12     | 18     | 42    |